# Nagisa Oshima
Nagisa Ōshima (大島 渚, Ōshima Nagisa) (Kyoto, 31 de març de 1932 - Fujisawa, 15 de gener de 2013) va ser un director de cinema i guionista japonès. Recordat pels seus films Ai no korīda (1976), L'imperi de la passió (1978) i `Bon Nadal, Mr. Lawrence (1986)
Després de graduar-se en dret en la Universitat de Kyoto va ser contractat per l'estudi Shochiku on va passar ràpidament a dirigir les seves pròpies pel·lícules, fent el seu debut amb A Town of Love and Hope (愛と希望の街; Ai to kibo no machi) el 1959. La primera pel·lícula que ho va portar a l'espiell públic va ser The Catch (1961), basada en una novel·la de Kenzaburo Oe sobre la relació durant la Segona guerra mundial, entre els habitants d'un poble japonès i un soldat afroamericà capturat.

## Biografia
Després de graduar-se en dret a la Universitat de Kyoto va ser contractat per l'estudi Shochiku on va passar ràpidament a dirigir les seves pròpies pel·lícules, fent el seu debut amb A Town of Love and Hope (愛と希望の街; Ai to kibo no machi) el 1959.
La primera pel·lícula que el va portar a ser congut pel públic va ser The Catch (1961), basada en una novel·la de Kenzaburo Oe sobre la relació durant la Segona guerra mundial, entre els habitants d'un poble japonès i un soldat afroamericà capturat.
Un dels films més inusuals de Oshima va ser Band of Ninja (1967), una adaptació del popular mànga de Sampei Shirato, Ninja Bugei-cho, una saga del segle xvi sobre els camperols oprimits i un ninja mortal. No és una pel·lícula amb actors o animada; Oshima simplement va prendre fotografies dels dibuixos de Shirato i els va agregar veu. No obstant això, la crítica la va lloar i va ser un èxit comercial al Japó.
Death by Hanging (1968) presenta la història d'una execució fallida d'un jove coreà acusat de violació i assassinat. La pel·lícula utilitza tècniques de "distanciament" poc realistes, seguint els estils de Brecht o Godard, per analitzar les actituds japoneses de discriminació racial cap a la minoria coreana.
Boy (1969), basada en un cas de la vida real, és la història d'una família que utilitzava el seu fill per fer diners deliberadament, en implicar-lo en diversos accidents de carretera i fent que els conductors paguessin compensacions.
The Ceremony (1971) va ser una altra visió satírica dels costums japonesos, crítica que s'evidencia clarament en una escena on una cerimònia de matrimoni ha de continuar malgrat la núvia no està present.
Ōshima va aconseguir el seu punt màxim com a director, amb la seva pel·lícula el 1976: L'imperi dels sentits (Ai no korida; 愛のコリーダ), una pel·lícula basada en una història real sobre un cas d'obsessió sexual fatal, en el Japó dels anys 1930. Ōshima, un crític de la censura i de l'humanisme del seu contemporani Akira Kurosawa, estava determinat al fet que la pel·lícula inclogués escenes pornogràfiques fortes, per la qual cosa la pel·lícula va haver de ser acabada a França, per així poder crear un versió sense censura, que encara es troba inassequible al Japó.
En la seva altra versió del film In the Realm of the Senses, L'imperi de la passió (Ai no borei; 愛の亡霊), llançada el 1978, va fer un acostament més refrenat en representar la passió sexual dels dos amants que els va conduir a l'assassinat, portant-lo a guanyar el guardó del Festival Internacional de Cinema de Canes el 1978 com a millor director.
El 1983 va tenir un altre èxit crític important amb Bon Nadal, Mr. Lawrence, desenvolupada en un camp de presoners japonès durant la Segona Guerra Mundial, mostrant a Ryuichi Sakamoto i David Bowie com a exemples de les virtuts militars d'Orient i Occident.
Max, Mon Amour (1986), escrita amb el col·laborador de Luis Buñuel, Jean-Claude Carriére, és una comèdia furtiva sobre l'esposa d'un diplomàtic (Charlotte Rampling) enamorada d'un ximpanzé, el qual es mostra una mica reservat davant un eminentment civilitzat ménage à trois.
El 1996 Ōshima va patir un accident vascular cerebral, però va retornar a la direcció el 1999 amb Taboo (Gohatto), on va incloure a l'actor de Bon Nadal, Mr. Lawrence, Takeshi Kitano i la música del compositor Ryuichi Sakamoto.
El director va morir el 15 de gener de 2013 en un hospital de Tòquio a causa d'una pneumònia

## Filmografia
- Ai to kibō no machi (1959)
- Seishun Zankoku Monogatari (1960)
- Taiyō no Hakaba (1960)
- Nihon no Yoru to Kiri (1960)
- Hakuchū no tōrima (1966)
- Muri shinju: Nihon no natsu (1967)
- Kōshikei (1968)
- Shinjuku Dorobō Nikki (1968)
- Kaette kita yopparai (1968)
- Shōnen (1969)
- Tōkyō sensō sengo hiwa (1970)
- Gishiki (1971)
- Ai no korīda (1976)
- Ai no Bōrei (1978)
- Bon Nadal, Mr. Lawrence (1983)
- Max, amor meu (1986)
- Gohatto (1999)